# Stielers Hand-Atlas

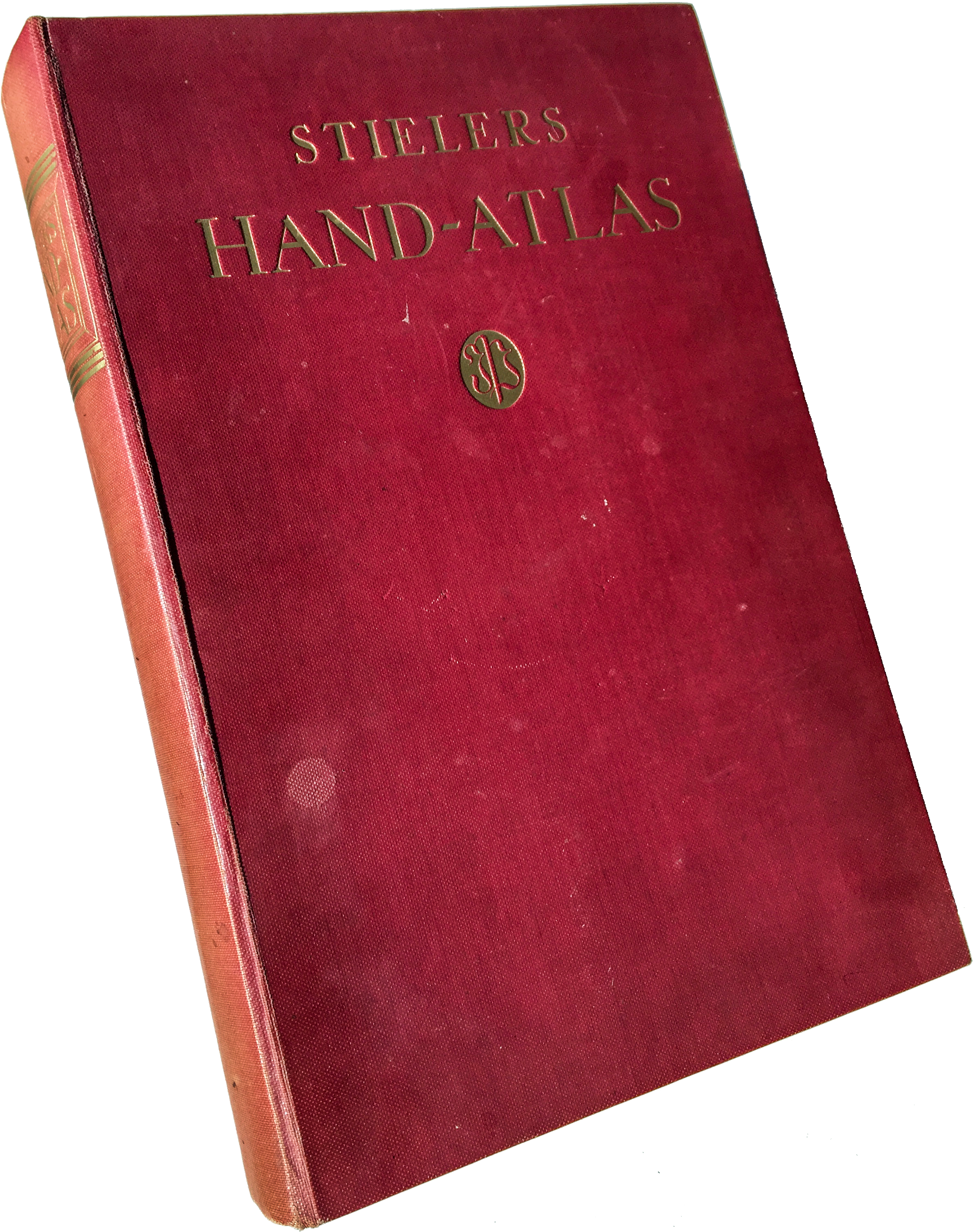
Stielers Hand-Atlas Hundertjahr-Ausgabe (27 × 40 × 7 cm, 5,4 kg)

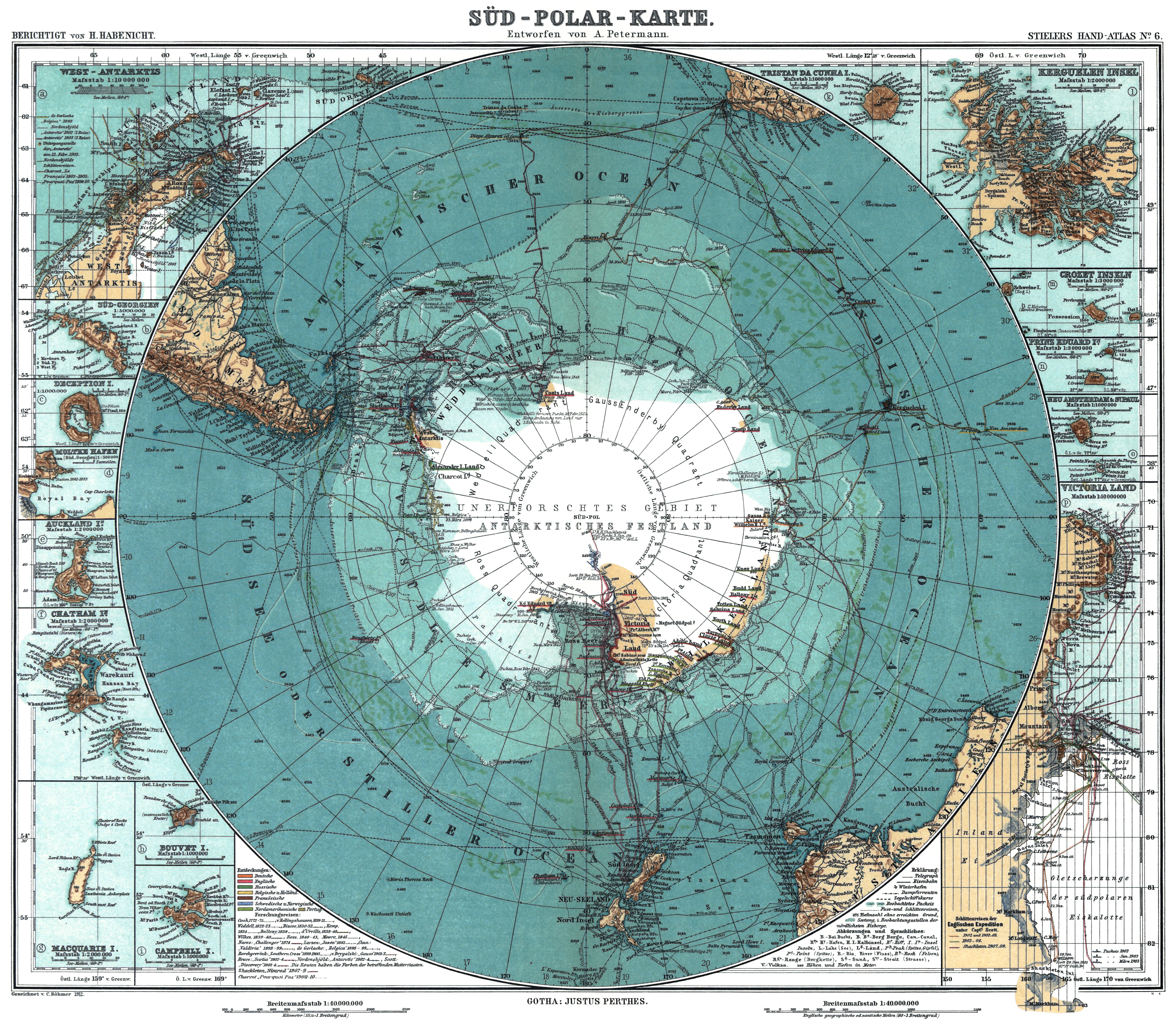
Süd-Polar-Karte, 1912

Stielers Hand-Atlas, oder vollständig als Hand-Atlas über alle Theile der Erde und über das Weltgebäude betitelt, war ein von Adolf Stieler (1775–1836) initiierter und weit verbreiteter deutscher Atlas. Verlegt durch Justus Perthes in Gotha, erschien er in zehn Überarbeitungen von 1816 bis 1944. Mit seiner kontinuierlichen Erweiterung und handwerklichen Verbesserung wurde besonders die sechste Ausgabe für ihre durchgängig hohe Qualität und unübertroffenen Reliefdarstellungen berühmt. Die Hundertjahr-Ausgabe gilt als der umfangreichste Atlas der Moderne.
Wie viele damalige Publikationen, wurde jede Ausgabe in Teillieferungen veröffentlicht und nach der Fertigstellung um Supplemente ergänzt. So erschien die erste Ausgabe in vier Lieferungen und wurde durch acht Supplemente ergänzt, die achte Ausgabe in 32 monatlichen Teilen.

## Ausgaben

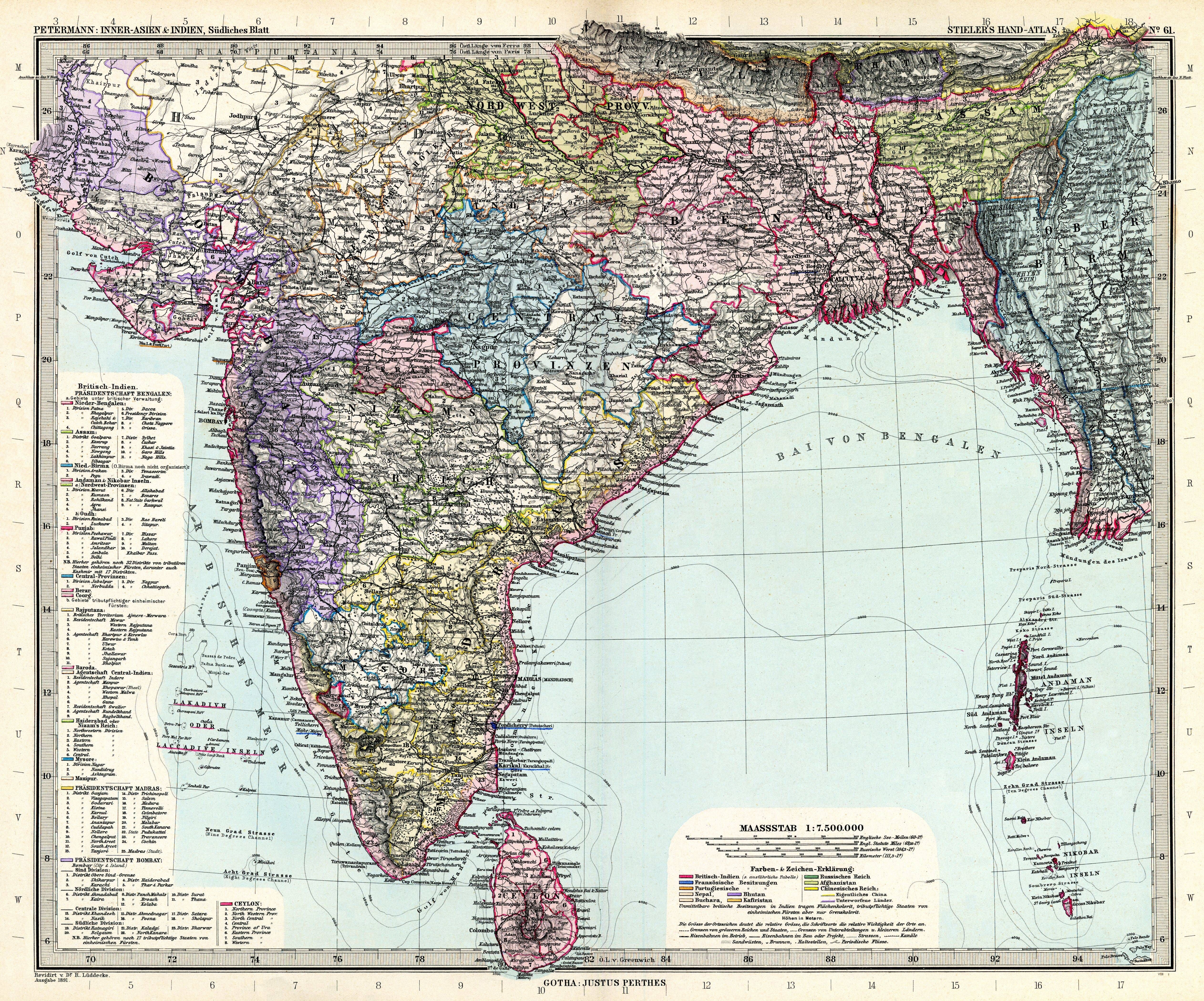
Inner-Asien & Indien, Südliches Blatt, in der Ausgabe von 1891

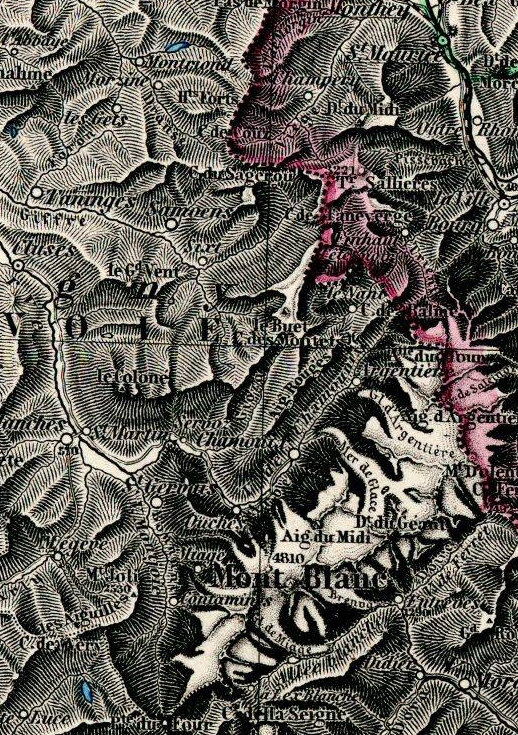
Reliefzeichnungen in Stielers Handatlas 1891 Blatt 16

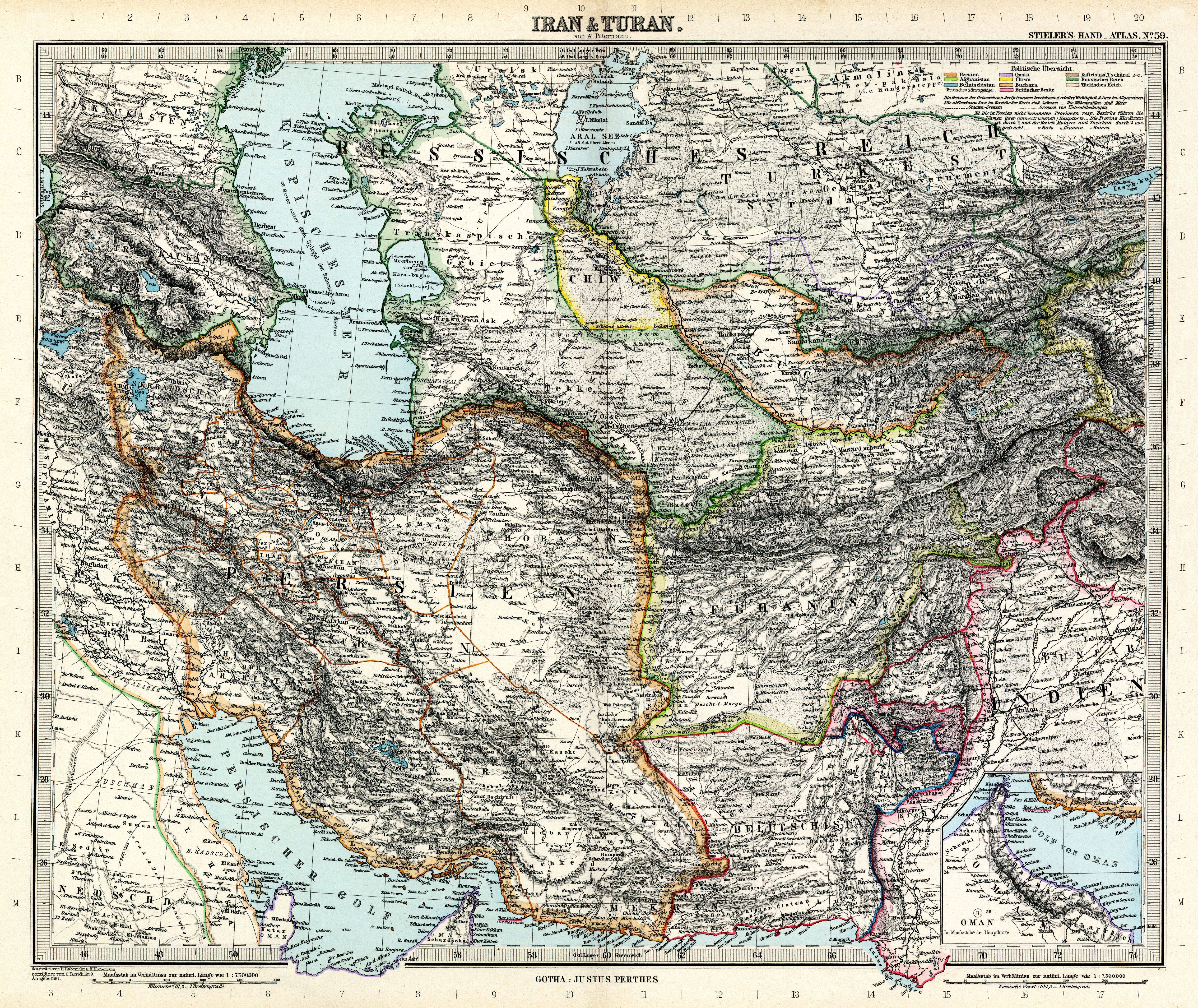
Iran und Turan (Kadscharen Dynastie), in der Ausgabe von 1891

Die erste Ausgabe von Stieler und Christian Gottlieb Reichard (1758–1837) erschien 1817. Die 50 Karten wurden bis 1823 in vier Teillieferungen komplettiert. Sie wurde in acht Supplementlieferungen bis 1835 auf 77 Karten erweitert. Das letzte Supplement leitete Heinrich Berghaus (1797–1884).
Nach dem Tode Stielers setzte Johann Friedrich von Stülpnagel (1786–1865) die Arbeit mit der zweiten (1845–1847) und dritten Ausgabe (1852–1854) fort. Sie enthielten 83 Karten. Die vierte Ausgabe erschien 1862–1864, die fünfte 1866–1868, jeweils mit 84 Karten. Das Blatt Süd-West Deutschland und Schweiz Carl Vogels (1828–1897) dieser Ausgabe kann als die erste moderne Atlaskarte betrachtet werden. Die sachliche Schrift von H. Eberhardt und die plastische Geländedarstellung von W. Weiler wurden vielfach nachgeahmt.
Erst mit der sechsten Ausgabe (1871–1875, 90 Karten) von August Petermann (1822–1878), Hermann Berghaus (1828–1890) und Carl Vogel erreichte das Werk allerdings die wissenschaftliche Qualität und die unübertroffenen Reliefdarstellungen, die Stielers Hand-Atlas so berühmt machten. Petermann brachte zusammen mit Bernhardt Perthes (1821–1857) große Erfahrungen aus der aufwändigen Produktion der Kartenbeilagen zu den seit 1855 erschienenen Petermanns Geographischen Mitteilungen ein.
Eine siebte Ausgabe wurde 1879–1882 herausgegeben; eine achte 1888–1891 (jeweils 95 Karten), beide unter der Leitung von Hermann Berghaus, Carl Vogel und Hermann Habenicht (1844–1917). Obwohl die Druckverfahren inzwischen weitgehend auf Lithographie umgestellt waren, wurde eine Reihe von Karten in Stielers Hand-Atlas bis in die 1890er Jahre weiterhin als Kupferstich auf manuellen Druckpressen produziert.
Die neunte Ausgabe (1901–1905) von Habenicht erreichte mit 100 Karten die doppelte Anzahl der ersten Ausgabe und wurde als erste über Zylinder gedruckt und somit durch den geringeren Preis einem breiteren Publikum zugänglich. Sie gilt auch als die beste Ausgabe, in der alle Karten die Qualität Vogels Karte von 1868 erreichten. 16 Karten hieraus wurden ins Englische übersetzt und auf das Angloamerikanische Maßsystem umgerechnet Teil der 11. Ausgabe der Encyclopædia Britannica (1910–1911). J. G. Bartholomew schrieb in 1902: „Keine andere Privatfirma war jemals mit so vielen angesehenen Geographen und Kartographen verbunden oder hat sich durch ihre hochkartigen Werke so große Verdienste um die geographische Wissenschaft erworben wie Justus Perthes von Gotha“. In dem Artikel lobt er den Stieler, den kein britischer Atlas übertreffen kann.
Hermann Haack (1872–1966) bearbeitete die zehnte „Hundertjahr-Ausgabe“ (1920–1925). Sie enthielt neben den nun 108 Karten ein Namensverzeichnis mit 320.000 Einträgen und gilt als der umfangreichste Atlas der Moderne. Ihre Geländedarstellungen machen die Schrift nur schwer lesbar.
Zwischen 1939 und 1945 erschienen von Haack bei Perthes, Gotha, drei modifizierte „Kriegsausgaben“ der „Hundertjahr-Ausgabe“; und zwar 1939, 1942 und noch Anfang 1945, jeweils mit „aktualisierten“, dem Eroberungs- und Vernichtungskrieg der Deutschen und der von ihnen beabsichtigten territorialen „Neuordnung“ angepassten Kartenblättern.
„The aggressive territorial expansion of Germany and the political reorganizations which were imposed on many of the states (...) made it necessary to revise the maps (...) in rapid succession. (...). The result was an almost continuous reworking of the 'Stieler'“.
Englische Versionen der neunten und zehnten Ausgabe erschienen als Stieler’s Atlas of Modern Geography und mit ähnlichen Titeln auch in Französisch, Italienisch und Spanisch. Eine internationale Ausgabe (1934–1940) blieb unvollendet. Durch den Zweiten Weltkrieg erschienen nur 84 der geplanten 114 Karten. Die Arbeit wurde in 432 Kupferplatten gestochen und blieb erhalten.
| Jahr      | Ausgabe                        | Hauptkarten | Namen                                              | Kommentare |
| --------- | ------------------------------ | ----------- | -------------------------------------------------- | --- |
| 1816–1833 | Vorausgabe                     | 50          | Adolf Stieler und Christian Gottlieb Reichard      | Durch acht Supplementlieferungen bis Juli 1835 stieg die Blattzahl auf 77                                                          |
| 1834–1845 | erste                          | 50          | Adolf Stieler und Christian Gottlieb Reichard      | Durch acht Supplementlieferungen bis Juli 1835 stieg die Blattzahl auf 77                                                          |
| 1845–1847 | zweite                         | 83          | Friedrich von Stülpnagel                           | – |
| 1852–1854 | dritte                         | 83          | Friedrich von Stülpnagel                           | – |
| 1862–1864 | vierte                         | 84          | –                                                  | – |
| 1866–1868 | fünfte                         | 84          | (August Petermann)                                 | – |
| 1871–1875 | sechste                        | 90          | August Petermann, Hermann Berghaus und Carl Vogel  | – |
| 1879–1882 | siebte                         | 95          | Hermann Berghaus, Carl Vogel und Hermann Habenicht | – |
| 1888–1891 | achte                          | 95          | Hermann Berghaus, Carl Vogel und Hermann Habenicht | – |
| 1901–1905 | neunte                         | 100         | Hermann Habenicht, Herrmann Haack                  | Umstellung auf Lithographie, Kupferplatten erhalten, Grundlage für 16 englische Karten der 11. Ausgabe der Encyclopædia Britannica |
| 1925–1945 | zehnte („Hundertjahr-Ausgabe“) | 108         | Hermann Haack                                      | aktualisierte „Kriegsausgaben“: 1939, 1942, 1944 und Anfang 1945; Kupferplatten erhalten, Namensverzeichnis mit 320.000 Einträgen  |
| 1934–1940 | internationale (elfte)         | 84          | –                                                  | Kupferplatten erhalten, unvollendet                                                                                                |

## Verlag
Der Verweis „Gotha: Justus Perthes“ ziert jedes Blatt des Handatlas. Er verweist auf die „Justus Perthes’ Geographische (Verlags-)Anstalt Gotha“, die 1785–2016 in Gotha unter unterschiedlichen Eigentumsverhältnissen ansässig und neben diesem Werk auch für weitere Atlanten, wie beispielsweise „Berghaus’ Physikalischer Atlas“, bekannt war.
Erst kurz vor seinem Tod begann der Verlagsgründer Justus Perthes Planungen zu diesem Atlas mit Adolf Stieler und Christian Gottlieb Reichard. Ziel war ein „… Bequemes Format, möglichste Genauigkeit, Deutlichkeit und Vollständigkeit, dabey doch zweckmäßige Auswahl, Gleichförmigkeit der Projektion und des Maßstabes, schönes Papier, guter Druck, sorgfältige Illumination, wohlfeiler Preis …“. Die Auflage begann erst im Todesjahr des Verlegers und seinen Weltruhm für dieses Werk erlangte der Verlag erst sehr viel später.

## Preis
Justus Perthes legte den Preis für die Subskription anfangs auf acht sächsische Taler fest, die zur Hälfte bei erster und dritter der vier Teillieferungen fällig wurden. Bei Abnahme von fünf Exemplaren gab es ein Sechstes umsonst. Bereits bei der ersten Teillieferung im April 1817 musste er den Preis auf 10 Taler erhöhen. Exemplare auf Velin lagen bei 12 Talern. Bei Erscheinen der letzten Lieferung im März 1823 lag der Preis bei 12 Taler 12 Groschen für das gebundene Exemplar. Er stieg mit der ersten Supplementlieferung im November auf 13 Taler 12 Groschen. Im September 1828 stieg die Blattzahl auf 70 und der Preis auf 17 1⁄4 Taler.